# Pommerscher Langsüßer
Der Pommersche Langsüße ist eine historische, regionale Apfelsorte. Der Langsüße gehört in die Klasse der Prinzenäpfel und gilt als guter Tafel- und hervorragender Wirtschaftsapfel. Während der Süßapfel früher in Pommern als Lokalsorte gebietsweise verbreitet war, gilt er heute als fast ausgestorben.

## Sorteneigenschaften
Der Pommersche Langsüße ist ein großer bis sehr großer sowie walzenförmiger und schön gefärbter Apfel. Der Geschmack des weißen und saftreichen Fleisches ist würzig, aber ohne den typischen Prinzenapfelgeschmack. Die Liebhabersorte neigt zur Alternanz, trägt aber dafür alle zwei Jahre reichlich und kann ab September gepflückt werden. Die früher vor allem im Umland von Köslin in Hinterpommern weit verbreitete Sorte ist inzwischen selten geworden.
Der Langsüße gehört zusammen mit dem Finkenwerder Herbstprinzen, dem Doppelten Prinzenapfel und dem Echten Schmalzprinzen zur Klasse der Prinzenäpfel, einer Gruppe norddeutscher Landsorten.